# Muhammad VI (Alawici)
Muhammad VI (arab. محمد السادس بن الحسن, Muḥammad as-Sādis ibn al-Ḥasan, fr. Mohammed VI, ur. 21 sierpnia 1963 w Rabacie) – król i faktyczny przywódca Maroka. Wstąpił na tron 23 lipca 1999, kilka godzin po śmierci swojego ojca, króla Hasana II. Pierwszy po Muhammadzie w kolejności do tronu był wówczas jego brat książę Maulaj Raszid, lecz od 2005 następcą tronu jest syn Muhammada Maulaj Hassan. W 2007 królowi urodziła się córka – księżna Lalla Chadidża.
Zajmuje 25. miejsce na liście 50. najbogatszych polityków świata sporządzonej przez tygodnik „Angora” jako posiadacz wartego 2,5 miliarda USD majątku osobistego.
Muhammad VI mówi po arabsku, angielsku, francusku i hiszpańsku.

## Wykształcenie
- 1985, licencjat z prawa, Uniwersytet w Rabacie
- 1987, magisterium nauk politycznych, Uniwersytet w Rabacie
- 1988, doktorat z prawa, Uniwersytet w Rabacie
- 1993, doktorat z prawa, Université de Nice - Sophia Antipolis

## Małżonka
21 marca 2002 król poślubił Salmę Bennani, będącą z wykształcenia inżynierem-informatykiem, która otrzymała tytuł księżnej – najwyższy, jaki kiedykolwiek nosiła żona władcy Maroka.

## Następca
13 kwietnia 2005 następcą tronu został oficjalnie ogłoszony dwuletni wówczas książę Maulaj Hassan.

## Odznaczenia
- Klasa Specjalna Orderu Muhammada (ex officio, 1999)
- Klasa Specjalna Orderu Tronu (ex officio, 1999)
- Wielki Łańcuch Orderu Alawitów (ex officio, 1999)
- Order Walki o Niepodległość (ex officio, 1999)
- Order Wierności (ex officio, 1999)
- Krzyż Wielki Orderu Infanta Henryka (Portugalia, 1993)[3]
- Krzyż Wielki Orderu Avis (Portugalia, 1998)[3]
- Wielki Łańcuch Orderu św. Jakuba od Miecza (Portugalia, 2016)[3]
- Główny Komandor Legii Zasługi (Stany Zjednoczone, 2021)[4]